# Partito Palang Pracharath
Il Partito Palang Pracharath (PPP; in tailandese พรรคพลังประชารัฐ) è un partito politico della Thailandia conservatore filo-monarchico controllato dall'Esercito regio. Fondato nel marzo 2018 da Chuan Chuchan e Suchart Jantarachotikul, alle elezioni del 2019 appoggiò la candidatura del primo ministro Prayut Chan-o-cha, guida del colpo di Stato del 2014 e dittatore militare dal 2014. Grazie al voto di tutti i 250 senatori, che erano stati nominati dalla giunta militare, e alle irregolarità commesse dalla Commissione elettorale, Prayut fu riconfermato primo ministro e Palang Pracharat, che si assicurò 116 dei 500 seggi alla Camera bassa, divenne il principale partito della coalizione di governo.
Per le elezioni del 2023, il candidato del partito fu Prawit Wongsuwan, che a sua volta era stato comandante in capo dell'esercito e ispiratore del colpo di Stato del 2014. Buona parte dei membri del partito, tra cui Prayut, lasciarono PPP per unirsi a un'altra compagine filo-militare, il neonato Partito Ruam Thai Sang Chart (PRTSC). Entrambi i partiti subirono una pesante sconfitta, ma entrarono clamorosamente nella coalizione di governo promossa da Pheu Thai, il partito che guidava il governo destituito con il colpo di Stato del 2014, impossibilitato a formare una coalizione democratica nel 2023 per l'opposizione del Senato, che era rimasto lo stesso del 2019.

## Storia

### Premesse
A partire dagli inizi del XXI secolo, ebbe un grande ruolo nella politica nazionale il magnate delle telecomunicazioni Thaksin Shinawatra, fondatore e leader del partito Thai Rak Thai. Eletto primo ministro nel 2001 e successivamente rieletto nel 2005 e 2006 con un margine amplissimo di voti, l'imprenditore di Chiang Mai divenne l'idolo delle classi più disagiate per il populismo che caratterizzò i suoi governi, riducendo ad esempio i costi per l'assistenza sanitaria o aiutando gli insolventi. La sua politica fu tesa anche a intaccare gli interessi delle vecchie élite conservatrice di Bangkok legate ai militari e alla monarchia, si venne così a creare un ultradecennale conflitto che coinvolse anche gran parte della popolazione.
La sua carriera politica ebbe fine il 19 settembre 2006 con un colpo di Stato dopo il quale i militari fecero un lavoro capillare per distruggere il potere di Thaksin. I militari guidarono il paese fino alle elezioni del dicembre 2007, che portarono al potere il Partito del Potere Popolare (PPP), alleato di Thaksin, ma dopo otto mesi di proteste di piazza dei conservatori la Corte costituzionale disciolse il PPP per presunti brogli elettorali. Nell'aprile e maggio del 2010, le manifestazioni ad oltranza nelle strade di Bangkok del Fronte Unito per la Democrazia contro la Dittatura, gruppo che appoggiava le politiche di Thaksin e che chiedeva nuove elezioni, furono soffocate dalle forze dell'ordine. Le elezioni del luglio 2011 videro il largo successo del Partito Pheu Thai guidato da Yingluck Shinawatra, sorella minore di Thaksin, che nel 2014 fu destituita dalla Corte costituzionale.
Quello stesso mese, la giunta militare Consiglio nazionale per la pace e per l'ordine effettuò un colpo di Stato guidato dal comandante in capo dell'esercito Prayut Chan-o-cha, che si auto-proclamò primo ministro ad interim. Nei cinque anni successivi, malgrado le pressioni internazionali per il ritorno alla democrazia, Prayut mantenne il controllo del governo senza fissare nuove elezioni ed esercitò una forte repressione sull'opposizione legata agli Shinawatra. Il 6 aprile 2017, re Vajiralongkorn controfirmò la nuova Costituzione (la 20ª da quando fu introdotta la monarchia costituzionale nel 1932) che aumentò i poteri dei militari e della Corte costituzionale in ambito politico per prevenire il ritorno al potere di Thaksin Shinawatra e dei suoi alleati.

### Fondazione
Le elezioni furono fissate per il 2019 e Prayut volle candidarsi primo ministro creando Palang Pracharath. Tra i fondatori vi fu Suchart Jantarachotikul, colonnello dell'esercito in pensione e compagno di classe di Prayut ai tempi dell'accademia militare, che era stato membro del Parlamento nel 1992 per il Partito di Nuova Aspirazione e tra il 2015 e il 2017 aveva fatto parte dell'Assemblea nazionale per le riforme di governo voluta dalla giunta militare. Un altro fondatore fu Uttama Savanayana, che era stato ministro dell'Industria nell'esecutivo dittatoriale di Prayut.

### Partito dei militari
Palang Pracharath nacque per appoggiare la candidatura di Prayut Chan-o-cha all'elezione a primo ministro per le elezioni del 2019. Si distinse da altri partiti che appoggiarono la candidatura perché molti dei suoi dirigenti erano stati ministri o consiglieri nell'esecutivo di Prayut, tanto da essere chiamato "partito ufficiale pro-giunta" e "partito pro-Prayut.
Tra i sostenitori del partito vi sono i membri del gruppo Sam Mitr ("tre amici" o "tre alleati"), che furono ministri nell'esecutivo di Thaksin Shinawatra e nel periodo prima del marzo 2018 furono in grado di fare propaganda politica, in quel periodo vietata ai partiti politici, contattando ex parlamentari dei partiti pro-Taksin (il Partito Pheu Thai e i disciolti Thai Rak Thai e Partito del Potere Popolare) e attivisti del Fronte Unito per la Democrazia contro la Dittatura, il movimento delle camicie rosse pro-Thaksin. Il gruppo Sam Mitr si unì a Palang Pracharath nel novembre 2018 portando con sé oltre 150 ex parlamentari, tra i quali 44 provenienti dai partiti che avevano appoggiato Thaksin e 14 dal Partito Democratico.

### Elezioni del 2019
I leader del partito ricevettero pesanti critiche per la loro stretta relazione con la giunta militare e furono accusati di aver abusato dei loro incarichi per la raccolta fondi durante la campagna elettorale in favore di Palang Pracharath. A fine gennaio, dopo che era stata fissata la data delle consultazioni, quattro ministri dell'esecutivo di Prayut diedero le dimissioni per concentrarsi sulla campagna elettorale. Il giorno dopo fu annunciato che i candidati del partito per la carica di primo ministro erano Prayut Chan-o-cha, Uttama Savanayana e il vice-primo ministro Somkid Jatusripitak. Il successivo 8 febbraio il partito scelse come candidato unico Prayut, che non era membro del partito in quanto la Costituzione del 2017 voluta dai militari prevedeva questa possibilità.
Gruppi per i diritti civili e osservatori politici criticarono il sistema di voto e la Commissione elettorale per i molti errori e irregolarità commesse. I 250 membri del Senato, secondo quanto previsto dalla Costituzione, furono scelti dalla giunta, rendendo difficile la vittoria delle opposizioni. Anche l'esito finale fu aspramente contestato per i diversi rinvii dell'annuncio dei risultati definitivi. Politici del Pheu Thai sostennero che vi erano stati brogli e che avrebbero fatto ricorso alla magistratura. Ai primi risultati parziali del 26 marzo, Pheu Thai era in vantaggio come numero di seggi, con una maggioranza non assoluta, seguito a breve distanza da Palang Pracharath, che poté invece contare su un numero maggiore di voti a livello nazionale. Terzo fu il Partito del Futuro Nuovo, seguito dal Partito Democratico e dal Partito Bhumjaithai. Il 27 marzo, i rappresentanti di Pheu Thai, Partito del Futuro Nuovo e altri partiti democratici, che insieme ottennero 255 seggi dei 500 seggi alla Camera, annunciarono di voler formare una coalizione di governo in opposizione alla giunta militare. Anche Phalang Pracharath affermò di aver vinto le elezioni per aver ricevuto il maggior numero di voti e di avere quindi il diritto di formare il nuovo governo.
Nuovi risultati del voto furono annunciati l'8 maggio, il numero dei seggi assegnati ai partiti differì in modo determinante da quello annunciato il 28 marzo. Con l'autorizzazione della Corte costituzionale, la Commissione elettorale aveva arbitrariamente cambiato i criteri durante la lunga fase di scrutinio abbassando la soglia per l'assegnazione di un seggio da 71.000 a 30.000 voti sostenendo che la vecchia soglia non rispecchiava l'esigenza di avere più seggi distribuiti alle liste dei partiti. Il cambiamento apportato dalla Commissione elettorale provocò un'aspra contestazione dei partiti del fronte democratico, in particolare Pheu Thai e Futuro Nuovo, che annunciarono di voler ricorrere a vie legali per contrastare questo che definirono un abuso dei militari.
Anche i risultati annunciati l'8 maggio furono provvisori, con il congelamento dei risultati di una circoscrizione della provincia di Chiang Mai dove uno dei candidati locali era stato squalificato. Grazie alle modifiche della Commissione elettorale e alla nuova assegnazione dei seggi, i partiti che appoggiavano la giunta riuscirono a strappare altri due seggi nelle nuove votazioni del 26 maggio a Chiang Mai, malgrado la schiacciante vittoria di Phue Thai. Furono così 10 i seggi totali persi dal fronte democratico, in particolare dal Partito del Futuro Nuovo, e i 10 partiti minori che se li assicurarono si allearono con la coalizione filo-militare. Nel frattempo il nuovo Parlamento si era riunito per la prima volta due giorni prima e, grazie anche al voto dei 250 senatori scelti dalla giunta militare, il 5 giugno fu confermato primo ministro Prayut, che ottenne 254 voti dai parlamentari della Camera bassa.

#### Controversie e scandali

##### Conflitto di interesse
Il Partito Pheu Thai protestò con la Commissione elettorale per i vantaggi ricevuti da Palang Pracharat dal governo, sostenendo che non gli erano dovuti. Nel settembre 2018, il leader del Partito Democratico Abhisit Vejjajiva invitò i ministri che erano membri del partito a rassegnare le dimissioni, sostenendo che il possibile abuso di risorse governative poteva considerarsi conflitto di interesse e avrebbe garantito un ingiusto vantaggio alle elezioni. In particolare fu aspramente criticato il fatto che Prayut fosse a capo del governo e candidato primo ministro.
Nel novembre 2018, il governo di Prayut approvò lo stanziamento di 86.9 miliardi di baht a sostegno della popolazione più bisognosa, l'evento fu considerato dagli oppositori un tentativo di usare soldi pubblici per comprare voti alle prossime elezioni.

##### Gerrymandering
Secondo quanto disposto dalla Costituzione del 2017, la Commissione elettorale ebbe l'incarico di ridisegnare i confini delle circoscrizioni elettorali e, quando stava per annunciarne i risultati, Prayut prorogò la data dell'annuncio in accordo con un articolo della Costituzione. Con questa proroga, la Commissione elettorale fu autorizzata a ridisegnare a suo piacimento i confini, mentre in precedenza vi erano solo tre metodi utilizzabili, per prevenire il fenomeno del gerrymandering con il quale i confini possono essere suddivisi in modo iniquo e di parte.
Secondo le opposizioni, la proroga avrebbe dato modo alla Commissione elettorale di favorire i partiti legati alla giunta militare, in particolare Palang Pracharat. Alcuni organi di stampa accusarono di gerrymandering la giunta e sostennero che di conseguenza poteva già essere considerata vincitrice delle elezioni. Il presidente della Commissione negò queste ipotesi, sostenendo che la proroga era stata concessa per permettergli di sottoporsi a un'operazione agli occhi. Il 29 novembre fu pubblicato il nuovo assetto delle circoscrizioni preparato dalla Commissione e subito opposizioni e osservatori protestarono sostenendo che la nuova mappa avrebbe favorito Palang Pracharat.

##### Scandalo della raccolta fondi
Il 19 dicembre, Palang Pracharath organizzò una cena per 200 invitati durante la quale furono raccolti 600 milioni di baht come fondi per il partito. Tra gli invitati vi era il ministro delle Finanze, membri della Tourism Authority of Thailand (TAT) e, secondo le accuse, il governo metropolitano di Bangkok. Le accuse che ne scaturirono furono che agenzie di stato stavano finanziando con soldi pubblici il partito, i cui dirigenti facevano parte del governo e usavano le loro cariche per raccogliere fondi, una pratica non consentita dalla legge.

##### Scandalo delle tessere per il benessere
Dall'ottobre 2017 il governo di Prayuth aveva iniziato a dotare i cittadini più poveri delle "tessere per il benessere", che garantivano servizi gratis. Nel dicembre 2018, un abitante della provincia di Yasothon affermò che cittadini di quella zona erano stati obbligati da membri del partito a iscriversi a Palang Pracharath se volevano ricevere la tessera che avevano richiesto e 100 baht extra. A fine gennaio 2019, un politico del partito Thai Raksa Chart espresse il timore che Palang Pracharath stesse cercando supporto al partito minacciando di sospendere il servizio garantito dalle tessere. Era successo che diversi cittadini in possesso della tessera avevano ricevuto telefonate anonime con cui erano invitati a votare Palang Pracharath. Il politico sostenne che i chiamanti erano probabilmente impiegati governativi o similari in quanto potevano avere accesso ai nominativi dei possessori delle tessere.

##### Durante la campagna elettorale
Dopo il colpo di Stato del 2014, tra i vari divieti imposti dalla giunta militare vi erano stati quelli del dissenso e delle critiche al proprio operato, per evitare il conflitto tra le opposte fazioni popolari; a questo proposito i media erano stati sottoposti a una rigida censura e alcuni dovettero chiudere. L'11 dicembre 2018 il governo rimosse il divieto sui raduni pubblici e sulle attività politiche dei partiti ma non quello sulle critiche all'operato della giunta e alla monarchia.
Stazioni televisive internazionali attive in quel periodo in Thailandia come la BBC, CNN, Al Jazeera, Bloomberg e Australia Network furono oscurate per alcuni giorni nel febbraio e marzo 2019 senza che fosse loro notificato il motivo della censura. Chiunque manifestasse dissenso verso la giunta o supporto per gli ex primi ministri Thaksin Shinawatra e Yingluck Shinawatra fu considerato una minaccia alla sicurezza nazionale e arrestato secondo una legge sulla sedizione che prevedeva fino a 7 anni di carcere. I politici oppositori della giunta furono incriminati quando vennero scoperti a criticarne l'operato sui media e subirono altre restrizioni, come un limitato accesso ai media, mentre Prayut ebbe un accesso illimitato. La Commissione elettorale fu meno aggressiva nel giudicare le accuse ufficiali rivolte al Partito Palang Pracharat di aver ricevuto finanziamenti statali con la raccolta fondi per la campagna elettorale che portò nelle casse del partito 650 milioni di baht. Nonostante il diritto di voto fosse normalmente garantito a tutti dagli obblighi sui diritti umani presi dalla Thailandia a livello internazionale, per queste elezioni fu negato ai monaci buddhisti e ai criminali detenuti, anche se non ancora condannati.
Le elezioni furono giudicate inique da molti osservatori, sia per le regole disposte dalla Costituzione sia per l'ambiente in cui si svolsero. Particolari critiche ricevette la Commissione elettorale, nominata dalla giunta militare e ritenuta incompetente e non imparziale. Secondo l'ong per i diritti civili Human Rights Watch, la repressione politica, la censura dei media, l'accesso iniquo agli stessi media, il ruolo del Senato e la mancanza di indipendenza e imparzialità della Commissione elettorale resero impossibile lo svolgersi di libere ed eque elezioni.

##### Durante il voto
Le elezioni si svolsero senza la supervisione di osservatori internazionali, alla cui presenza si oppose il ministro degli Esteri Don Pramudwinai il quale dichiarò che le votazioni erano un affare interno e la loro presenza sarebbe stata un indice che la Thailandia era problematica. Gli osservatori dell'Asian Network for Free Elections, unica organizzazione ammessa a monitorare le elezioni, posero in risalto il distorto ambiente in cui si svolsero, che favorì la giunta. Riferirono resoconti di come i militari avessero in svariate occasioni durante le operazioni di voto fatto pressioni sugli elettori per votare Phalang Pracharat, soprattutto nelle remote aree rurali lontane da possibili controlli di osservatori.

##### Durante lo scrutinio
Gli osservatori dell'Asian Network for Free Elections hanno anche criticato la confusa fase di scrutinio dei voti che ha gettato un'ombra di sfiducia sul voto. I dati forniti dalla Commissione sui voti scrutinati erano molto confusi e le cifre contenevano molti errori. I ritardi sulle operazioni di scrutinio fecero nascere sospetti di brogli elettorali. A tale proposito, politici del Pheu Thai sostennero che vi erano stati brogli e che avrebbero fatto ricorso alla magistratura.
Tra le altre irregolarità venute alla luce, in alcuni seggi elettorali vi furono il doppio di schede votate rispetto al numero dei votanti registrati. Una petizione online che chiedeva le dimissioni della Commissione raccolse nel giro di 36 ore dopo le elezioni oltre 700 000 adesioni.

### Proteste del 2020 e 2021
Alle elezioni del 2019 aveva avuto grande successo il Partito del Futuro Nuovo (PFN), che aveva riscosso 6 milioni di voti soprattutto tra i giovani offrendo un'alternativa ai tradizionali partiti politici e ponendosi in conflitto con i militari al potere. Il PFN fu disciolto il 21 febbraio 2020 con una sentenza della Corte costituzionale, organo da diversi anni sotto il controllo militare. Il verdetto scatenò la reazione popolare ed ebbero subito inizio una serie di manifestazioni anti-governative che si interruppero a fine mese per il lockdown imposto per limitare la diffusione della pandemia di COVID-19 in Thailandia. Le proteste ripresero con vigore in luglio con una serie di imponenti manifestazioni, le principali richieste dei dimostranti furono inizialmente lo scioglimento del Parlamento, la fine delle intimidazioni delle forze dell'ordine e profonde modifiche alla Costituzione. In agosto si aggiunse la clamorosa richiesta di una radicale riforma della monarchia che prevedeva pesanti tagli ai privilegi del re, un evento senza precedenti nella storia del Paese. I dimostranti espressero inoltre la convinzione che il connubio tra le forze armate e la monarchia fosse un ostacolo da abbattere per avere una democrazia reale.
Il governo di Prayut reagì emanando un severo stato di emergenza nonché inviando le forze dell'ordine a disperdere le pacifiche manifestazioni con una ondata di arresti e con l'uso di gas lacrimogeni e cannoni ad acqua. Le proteste ebbero un positivo impatto su buona parte dell'opinione pubblica, Prayut promise emendamenti alla Costituzione ma non fu ritenuto credibile e le dimostrazioni proseguirono. A settembre si cominciò a speculare su un possibile colpo di Stato militare ai danni del governo di Prayut, che sembrava non essere in grado di gestire i disordini. Le preoccupazioni in tal senso dei dimostranti si basavano soprattutto sul fatto che all'interno delle forze armate era in piena ascesa la fazione più vicina al re, mentre quella che aveva portato al potere Prayut era in netto declino. Per porre fine alle proteste, nel novembre 2020 il governo riprese a utilizzare per la prima volta dopo due anni la severa legge contro la lesa maestà. Subito iniziò un'ondata di denunce e arresti ai danni dei dimostranti, molti dei leader furaono incarcerati e le proteste persero di intensità anche per l'improvviso moltiplicarsi dei contagi di COVID-19.
Con la nuova ondata di contagi da COVID-19 dell'aprile 2021, a luglio le manifestazioni ripresero intensità e, oltre alle consuete rivendicazioni, il governo fu contestato per la pessima gestione della campagna di vaccinazione e per le disastrose conseguenze sull'economia; vi presero parte molti cittadini di ogni età che non avevano manifestato nei mesi precedenti. Il 10 novembre 2021 la Corte costituzionale stabilì che le richieste per la riforma della monarchia presentate dai dimostranti avevano come obiettivo la destabilizzazione dello Stato e il rovesciamento della monarchia, definendole un abuso dei diritti e delle libertà e un danneggiamento per la sicurezza dello Stato. La sentenza fu definita un nuovo supporto della magistratura al governo militare nonché un "colpo di Stato giudiziale", che avrebbe potuto favorire il ritorno alla monarchia assoluta e innescare nuove accuse contro i dimostranti tra cui quella di tradimento, reato per il quale è prevista la pena di morte. In quel periodo ebbero fine le proteste, con i dimostranti scoraggiati dalla repressione delle forze dell'ordine e dalle condanne inflitte dai tribunali.

### Sospensione dall’incarico di primo ministro di Prayut e reintegro nella carica dopo il mandatoad interimdi Prawit
Il 24 agosto 2022, Prayut fu sospeso dall’incarico dalla Corte costituzionale della Thailandia, che aveva accolto una petizione dell’opposizione secondo cui aveva superato il limite di 8 anni di mandato prescritto dalla Costituzione. La carica fu assegnata ad interim al vice-primo ministro Prawit Wongsuwan. L’opposizione sostenne che Chan-o-cha avesse iniziato a governare con il colpo di stato del maggio 2014 che lo aveva portato al potere, per poi auto-nominarsi primo ministro nell'agosto successivo. Secondo i sostenitori di Prayut, il vero mandato sarebbe iniziato con l'entrata in vigore della Costituzione del 2017 (scritta interamente dai militari) o con la nomina a capo del governo dopo le elezioni del 2019. Il 30 settembre la Corte costituzionale accolse la tesi che il mandato aveva avuto inizio con l'entrata in vigore della Costituzione, consentendogli di riprendere il suo posto alla guida del governo.

### Elezioni generali del 2023
Si creò una malcelata spaccatura nel Palang Pracharath, in particolare tra Prayut e il leader del partito Prawit Wongsuwan. Dopo che Palang Pracharath scelse Prawit come candidato primo ministro per le elezioni del 2023, il 23 dicembre 2022 Prayut annunciò la sua disponibilità di aderire al nuovo Partito Ruam Thai Sang Chart (PRTSC) e che avrebbe accettato di diventarne il candidato per un nuovo mandato a primo ministro. Comunicò inoltre che in vista delle elezioni trovava fattibile la collaborazione con Palang Pracharath e Prawit. Sulla stampa fu anche ipotizzato che il passaggio al PRTSC di Prayut e di membri del PPP fosse una strategia dei militari per guadagnare più voti complessivi alle elezioni. La candidatura di Prayut fu formalmente resa pubblica il 25 marzo,
Il 15 maggio, quando era stato conteggiato il 99% delle schede elettorali, la Commissione elettorale rese pubblico il risultato preliminare delle elezioni, nel quale emerse la netta affermazione dei due partiti del fronte democratico Kao Klai (con 152 seggi) e Pheu Thai (141 seggi), che insieme raccoglievano 293 dei 500 seggi della Camera. I risultati furono definiti dagli osservatori un terremoto e rappresentarono il ripudio da parte del popolo thailandese di 9 anni di dittatura militare e dei partiti associati ai militari, Palang Pracharath e il nuovo Ruam Thai Sang Chart raccolsero rispettivamewnte 40 e 36 seggi contro i 116 di Palang Pracharath nel 2019. Il consenso accordato alla radicale politica di cambiamento proposta da Kao Klai andò oltre ogni aspettativa; il partito superò anche il Pheu Thai di Paetongtarn Shinawatra, che era in testa nei sondaggi pre-elettorali. I partiti legati alla famiglia Shinawatra avevano vinto tutte le elezioni che si erano tenute dal 2001 in poi.
Fu siglata un'alleanza pro-democrazia guidata da Kao Klai e Pheu Thai assieme ad altri sei partiti che disponeva di 313 seggi, contro i 376 necessari per avere la maggioranza assoluta tra i 500 deputati e i 250 senatori, che erano quelli nominati dai militari secondo quanto previsto dalla Costituzione del 2017. A luglio fu sottoposta al nuovo Parlamento la candidatura a primo ministro del leader di Kao Klai Pita Limjaroenrat e fu bocciata, non avendo trovato l'appoggio dei senatori. Kao Klai si era formato con i fuoriusciti del disciolto Futuro Nuovo, era il partito che aveva maggiormente sostenuto le proteste del 2020-2021 e aveva trionfato al voto di maggio dopo una campagna elettorale in cui aveva promesso radicali riforme che avrebbero posto fine al dominio nelle istituzioni dei conservatori, per i quali era quindi prioritario impedirgli di conquistare il potere.
Pheu Thai annunciò in quei giorni che avrebbe formato una nuova alleanza senza Kao Klai, adducendo come motivo l'impossibilità di formare un governo vista l'intransigenza di Kao Klai nel voler modificare la severa legge sulla lesa maestà, che la maggior parte dei parlamentari riteneva intoccabile. Pheu Thai presentò come candidato primo ministro Srettha Thavisin, il neo-eletto deputato nelle file del partito. Il 7 agosto Bhumjaithai fu il primo a entrare nella nuova alleanza a cui si aggiunsero altri nove partiti, gli ultimi dei quali furono Palang Pracharath e Ruam Thai Sang Chart. Il 22 agosto, la maggioranza del Parlamento riunito votò in favore della candidatura a primo ministro di Srettha Thavisin con 482 voti favorevoli, I militari avevano posto fine al governo di Pheu Thai con il colpo di Stato del 2014 e in precedenza ad altri due governi retti da partiti facenti capo all'ex primo ministro Thaksin Shinawatra. La clamorosa entrata nella coalizione del tradizionale nemico Pheu Thai, fu vista come un tentativo delle élite filo-monarchiche e filo-militari conservatrici di arginare l'emergere dei progressisti di Kao Klai, costringendoli all'opposizione.